# 单倍型
单倍型(Haplotype)，也称单体型，是倾向于一起遗传的基因组变异（或单核苷酸多态性或等位基因）的物理分组。单倍型可以仅限于单个基因，也可以包括多个基因。 单倍型区别于基因型，后者由同源染色体上的两个等位基因构成。 二倍体生物个体对于给定的基因组片段都有两个单倍型，代表母本和父本染色体。
一组相似的单倍型可被称为单倍群（haplogroup），常在不经历重组的DNA片段如（Y 染色体上不能重组的部分、和线粒体 DNA）上进行群体遗传学的研究。

## HapMap（页面存档备份，存于）
HapMap是由来自加拿大、中国、日本、尼日利亚、英国和美国的科学家和资助机构于2002年至2010年共同构建的单倍型图谱。之后，发起于2008年的千人基因组计划（1000 Genomes Project （页面存档备份，存于））代替其成为群体遗传学和基因组学的研究标准。
简单来说，同一染色体上的邻近SNP组会分块（区域）遗传。块上的这种SNP模式即为单倍型。块可能包含大量 SNP，但少量的SNP足以唯一识别块中的单倍型，这些SNP被称为标签SNPs（tag SNPs）。 HapMap是这些单倍型块的图谱。

## 应用
有學者提出可以利用单倍型进行冠狀動脈疾病等多基因疾病基因的定位。